# IPadOS 17
iPadOS 17은 애플이 아이패드 용으로 개발한 iPadOS 운영체제의 다섯 번째 주요 릴리스다. iPadOS 16의 후속 제품으로 2023년 6월 5일 애플의 세계 개발자 회의(WWDC)에서 발표되었으며 iOS 17과 함께 2023년 9월 18일에 출시되었다.
iPadOS 17은 아이패드 프로 1세대 및 아이패드 5세대에 대한 지원을 중단하여 애플 펜슬을 지원하는 아이패드에서만 작동하는 최초의 iPadOS 버전이 되었다.

## 시스템 기능

### 잠금 화면
- 잠금 화면이 iOS 16 및 그 이후의 모양과 일치하도록 재설계되었다.

### PDF 문서 처리
- iPadOS는 이제 더 빠른 텍스트 입력을 위해 PDF 양식 필드를 식별할 수 있다.

### Siri
- 이제 사용자는 "Hey Siri" 대신 "Siri"라고 말하면 음성으로 Siri를 활성화할 수 있다.

## 앱 기능

### 건강 앱
- 이제 애플 건강 앱을 아이패드에서 사용할 수 있다.

### 메모 앱
- 메모 앱은 이제 PDF 문서에서 사용자 간의 실시간 공동 작업을 지원한다.

### 메일 앱
- 이메일로 확인 코드를 받으면 메일 앱이 자동으로 전송된 코드를 입력하라는 상자에 코드를 입력한다.

## 지원 기기
iPadOS 17에는 A10 칩 이상이 필요하다. 즉, 아이패드 프로 (1세대) 및 아이패드 (5세대)와 같이 A9 및 A9X 칩이 있는 아이패드 모델에 대한 지원이 중단된다.
iPadOS 17은 A10 칩 이상이 탑재된 기기에서 지원된다. 그러나 A10 또는 A10X SoC가 장착된 기기(즉, 아이패드 프로 2세대, 아이패드 6세대, 아이패드 7세대)는 지원이 제한된다. A12, A12X, A12Z 또는 A13 칩이 있는 장치는 이전 모델에서 사용할 수 없는 추가 기능을 제공하는 반면 A14 또는 M1 칩이 있는 장치는 완벽하게 지원된다.
- 아이패드 (6세대)
- 아이패드 (7세대)
- 아이패드 (8세대)
- 아이패드 (9세대)
- 아이패드 (10세대)
- 아이패드 에어 (3세대)
- 아이패드 에어 (4세대)
- 아이패드 에어 (5세대)
- 아이패드 미니 (5세대)
- 아이패드 미니 (6세대)
- 아이패드 프로 10.5인치
- 아이패드 프로 12.9인치 (2세대)
- 아이패드 프로 11인치 (1세대)
- 아이패드 프로 12.9인치 (3세대)
- 아이패드 프로 11인치 (2세대)
- 아이패드 프로 12.9인치 (4세대)
- 아이패드 프로 11인치 (3세대)
- 아이패드 프로 12.9인치 (5세대)
- 아이패드 프로 11인치 (4세대)
- 아이패드 프로 12.9인치 (6세대)

## 출시 역사
|  | 이전 버전 |  | 현재 버전 |  | 현재 베타 버전 |

| 버전        | 출시일         | 출시 노트 |
| ----------- | -------------- | --------- |
| 17.0 베타 1 | 2023년 6월 5일 |           |

## 같이 보기
- IOS 17
- MacOS 소노마
- VisionOS